# Кирил Еников
Кирил Христов Еников е български агроном и почвовед.
Роден е през 1912 година в Калипетрово, Силистренско. Той е потомък на Кара Тодор Касабов от Касабовия род – внук на сина на Кара Тодор, Еника Тодоров Касабов от най-големия му син Христо. Завършва румънската гимназия в Силистра и висше образование в Букурещ. Автор е на „Почвена карта на България“, „Справочник по торене“. Дълги години е ръководител на водещи селскостопански научни институти в България – Института по почвознание в София (1951 – 1960, 1973 – 1974), Института по царевицата в Кнежа и Института по пшеницата и слънчогледа в Генерал Тошево.
Кирил Еников умира през 1997 година.